# Pheia discophora
Pheia discophora là một loài bướm đêm thuộc phân họ Arctiinae, họ Erebidae.